# Nationalpark Schazk
Der Nationalpark Schazk (ukrainisch Шацький національний природний парк / Schazkyj nazionalnyj pryrodnyj park) in der Ukraine umfasste ursprünglich 32.515 ha. Im Jahr 1999 wurde er auf 48.977 ha erweitert, namensgebend ist die im Gebiet liegende Kleinstadt Schazk. Der Nationalpark wird von folgenden Flüssen eingegrenzt: vom Pischa im Norden bis zum Samiilytschi im Süden und vom Pulemez im Westen bis zum Prypiat im Osten. Er ist in vier unterschiedliche Schutzzonen mit unterschiedlichen Schutzregelungen unterteilt. Der Reichtum des Parks sind 24 Seen mit einer Gesamtfläche von 6.400 ha, was etwa 14 % der Gesamtfläche ausmacht; der größte ist der Switjas-See. Mehr als die Hälfte des Parks ist von Wäldern bedeckt, vor allem Nadelbäume. 4 % des Parks sind Moore, die vor allem in der Nähe der Seen auftreten. Der größte Torfmoor-Komplex liegt in dem östlichen Teil des Parks. Etwa 7 % der Fläche ist Grünland und 25 % Ackerland. Der Park wird zu den Pripjetsümpfen gezählt.
Zu Beginn des Zweiten Weltkrieges fand hier die Schlacht bei Szack statt.